# Рабочее самоуправление
Рабо́чее самоуправле́ние или рабо́чий контро́ль — форма организации трудового процесса, при котором коллектив самостоятельно принимает ключевые решения по работе предприятия.
Самоуправление — черта многих моделей социализма. Предложения по самоуправлению появлялись много раз на протяжении истории социалистического движения, по-разному трактуясь рыночными социалистами, коммунистами и анархистами.
В более широком толковании, рабочим самоуправлением называли часть левого движения в истории гражданской войны в Испании 1936 года и политику «югославской модели социализма», приведшую к появлению Движения неприсоединения, подчёркнуто игнорирующую ряд ключевых установок Советского Союза.

## Теория движения
Основы рабочего самоуправления как образа социальной активности сформулировал один из основоположников анархизма Пьер-Жозеф Прудон в первой половине XIX века. Возможность рабочего самоуправления легла в основу появления профсоюзов.
Идеи рабочего самоуправления использовались в революционном синдикализме во Франции конца XIX века, и в так называемом «гильдейском социализме» в начале XX века в Великобритании.
Французская конфедерация профсоюзов в 1970-е годы включала постулаты рабочего самоуправления в собственную политическую программу.
Определённое развитие движение получило в Союзе индустриальных рабочих мира, организации, появившейся в США в 1905 году.

## Рабочее самоуправление в промышленности

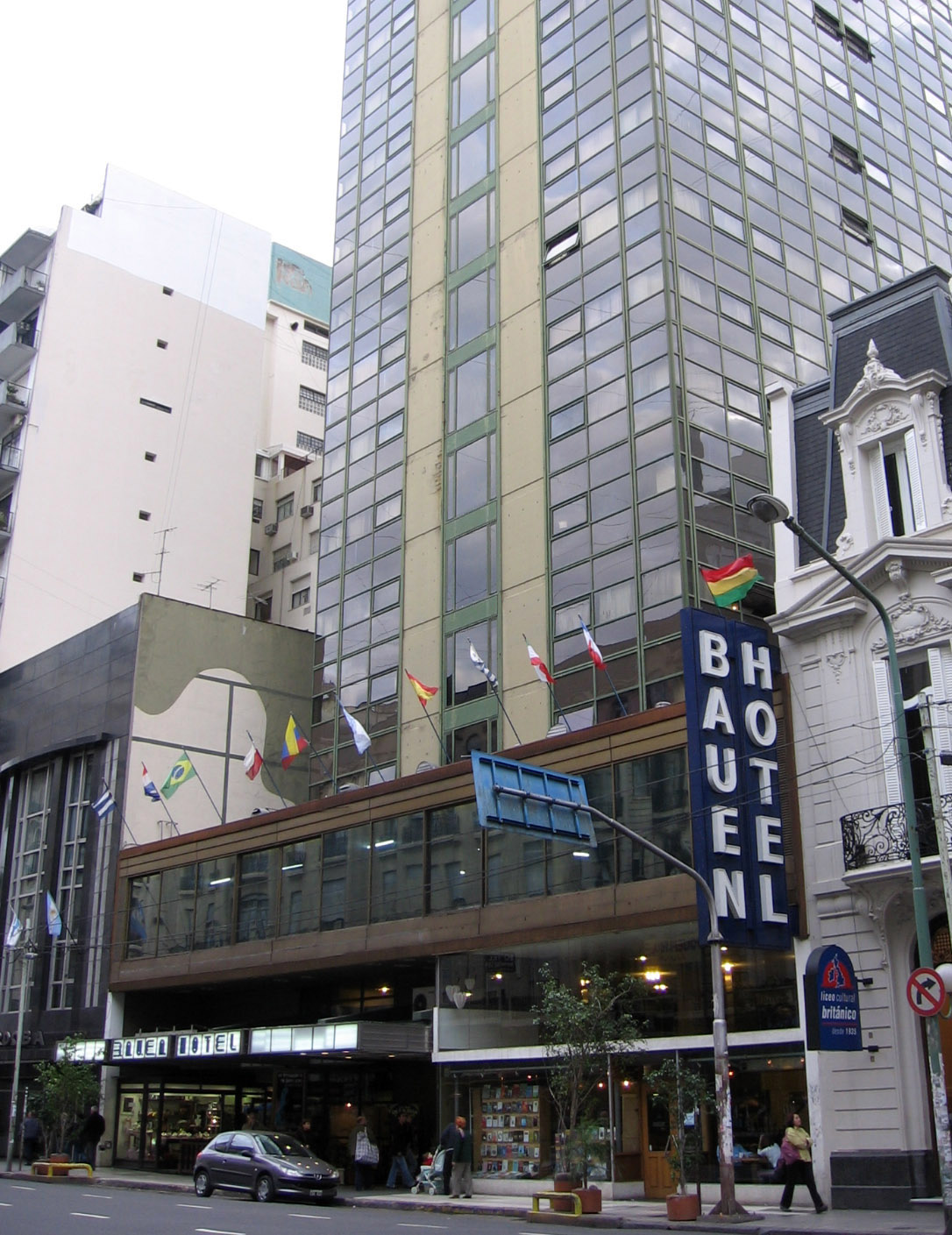
Гостиница Hotel Bauen в Буэнос-Айресе, работающая под рабочим управлением с 2003 года.

Рабочее самоуправление возникало в ситуации экономической нестабильности, когда собственники собирались банкротить предприятия. Рабочий коллектив устранял менеджеров (управленцев, вообще, как часть персонала) от работы, подвергая их фактическому сокращению. Коллектив игнорировал указания сверху на признание (или близость к таковому) банкротства предприятия, служащие продолжали трудиться. И в тот момент, когда казалось бы, что без сотрудников управления на заводе должен был начаться хаос, происходила неожиданная вещь. Трудовой процесс начинал, что называется, самоналаживаться.
Рабочее самоуправление определяет методы работы, планы производства, социальные гарантии, решает, собственно, все текущие проблемы. Фактически рабочее самоуправление становится собственниками и менеджерами частного предприятия, выпуская и продавая продукцию.
Предприятия с рабочим самоуправлением успешно работают в условиях конкурентной экономики десятилетиями. Это «открытые заново» (англ. recovered factories) предприятия рабочего самоуправления в Аргентине, такие же «обновлённые» (исп. fábrica recuperada) заводы в Испании, фабрика LIP во Франции в 1970-х годах, ставшая одним из символов культурной революции 1968 года в Париже, «Мондрагонская кооперативная корпорация» — крупнейшая корпорация страны басков в Испании. Под рабочим самоуправлением могут находиться не только традиционные фабрики и заводы: так работают издательство «AK Press» в США, отель Bauen в Буэнос-Айресе, индийское кафе Indian Coffee House и прочие организации.
В Аргентине, в качестве ответной меры на локауты 1970—1980-х годов, рабочие переходили на самоуправление и совершали так называемую «оккупацию заводов».

## Рабочее самоуправление в политикеТито
Рабочее самоуправление на предприятиях социалистической Югославии было введено законом 1950 года «Об управлении государственными хозяйственными предприятиями со стороны трудовых коллективов».
Начиная с середины 1950-х годов Югославия, опираясь на скореллированную с социализмом идею рабочего самоуправления, взяла курс на построение собственной модели социализма, ощутимо отличающейся от модели, предлагаемой Кремлём. Экономика Югославии подчинилась идеям Тито и его соратника Эдварда Карделя. Несмотря на рецессию середины 1960-х годов, к 1970-м годам экономика Югославии достигла впечатляющих результатов.
Уровень безработицы был низок, образование становилось всё более массовым и доступным, средняя продолжительность жизни поднялась до 72 лет и практически сравнялась с таковой в западных странах.
Благодаря подчеркнутой нейтральности во взаимоотношениях с Советским Союзом и Западом югославские компании имели доступ как к советским, так и к европейским рынкам сбыта. Югославские промышленные предприятия успешно реализовывали масштабные проекты в Африке, Европе и Азии.
Однако в середине 1970-х гг. произошло существенное повышение мировых цен на нефть. Это потребовало увеличения расходов на импорт нефти в Югославию. Торговый баланс страны, и без того отрицательный, с 1974 г. резко ухудшился, а баланс по текущим операциям, который показывал ранее положительное сальдо, стал теперь отрицательным. Его надо было как-то покрывать, поэтому Югославия начала активно прибегать к зарубежным заимствованиям и объём внешнего долга страны стал с каждым годом быстро возрастать. При этом условия кредитования на международном рынке капиталов в этот момент значительно ухудшились. С 1979 г. прирост инвестиций в Югославию резко сократился, а с 1980 г. капиталовложения стали сокращаться. В 1982 г. рост ВВП в Югославии составил лишь 0,5 %. В дальнейшем подобный мизерный темп роста сохранялся примерно до 1988 г. Югославские предприятия в начале 80-х гг. страдали как из-за собственной неспособности к интенсивному накоплению, так и от неблагоприятной внешнеэкономической конъюнктуры. В стране резко выросла инфляция. Рабочие, несмотря на самоуправление на предприятиях, нередко бастовали, требуя увеличения зарплат.

## Рабочие советы в Польской народной республике
19 ноября 1956 года сейм Польской народной республики принял закон о рабочих советах на предприятиях.

## Примеры и организации
- Парижская коммуна
- Испанская революция 1936 года
- Мондрагонская кооперативная корпорация
- Объединённая социалистическая партия (Франция)